# 가이우스 클라우디우스 글라베르
가이우스 클라우디우스 글라베르(라틴어: Gaius Claudius Glaber, 생몰년 미상 ~ 생몰년 미상)는 로마 공화정 시대의 정치가, 군인이다.

## 생애
글라베르의 초기 경력은 불분명하고, 법무관에 임명되어 스파르타쿠스를 토벌하기 위해 파견되었다.
기원전 73년 제3차 노예전쟁에 참전하여 3000명의 병력을 이끌고 베수비오산으로 진군하여 산 자락에 적의 보급을 차단하기 위해 진을 친 것으로 보인다.
하지만 스파르타쿠스가 이끄는 군대의 기습을 받아 패하였으며, 이후에는 기록이 없기 때문에 어떻게 되었는지 알 수 없다. 무명이라는 점 때문에 평민 출신이거나 이름 때문에 클라우디우스 일족과 먼 친척이었다고 추측되기도 하지만, 자세한 기록은 남지 않았기 때문에 알 수 없다.